# Пхеньян (футбольный клуб)
Пхеньян (кор. 평양시체육단) — северокорейский спортивный клуб. Базируется в Пхеньяне и играет на стадионе имени Ким Ир Сена. Спортивный клуб Рабочей партии Кореи и правительства Пхеньяна.
В 2023 году выступает  в Корейской премьер-лиге, высшей футбольной лиге Северной Кореи. 
Прозвище клуба — Чхоллима. Хотя в остальном мире «Чхоллима» используется для обозначения национальной сборной Северной Кореи, упоминания Чхоллимы или «футбольной команды Чхоллима» в спортивных репортажах Северной Кореи обычно относятся к футбольной команде Пхеньяна.

## История
Клуб был основан первым президентом Северной Кореи Ким Ир Сеном 30 апреля 1956 года для развития спорта.
Как член высшей лиги, Федерации футбола первого класса, «Пхеньян» считается одним из самых престижных клубов наряду со спортивными командами 4.25 и «Локомотив».

## Достижения
- Футбольная Премьер-лига КНДР: 5

 1991, 2004, 2005, 2008, 2009
- Пэктусанская премия: 2

 2007
 2016
- Poch'ŏnbo Torch Prize: 4

 2015
 2010
 2005
SF 2014
- Чемпионшип КНДР: 1

 2004